# Kovács Zoltán (labdarúgó, 1986)
Kovács Zoltán (Budapest, 1986. december 16. – Budapest, 2013. augusztus 27.) labdarúgó, hátvéd.

## Pályafutása
Kispesten nevelkedett. A  2005–2006-os szezonban mutatkozott be az NB I-ben a Budapest Honvéd színeiben, a bajnokság első fordulójában a Sopron FC ellen. A csupa szív védő küzdeni tudásával, lelkesedésével hamar belopta magát szurkolóink szívébe. 2006 őszén a Győri ETO játékosa lett. Kispestről való távozása után a sajtóban megjelent első nyilatkozata így hangzott: 'A szívem örökké a Honvédé marad’. 2009-ben a REAC, majd a Nyíregyháza SFC, 2009–10-ben ismét az ETO, 2010 újra a REAC labdarúgója volt. 2010 és 2012 között a Vecsési FC csapatában szerepelt.
2007–08-ban az U21-es válogatott keret tagja volt. Több mint harmincszoros utánpótlás válogatott.